# Брієще
45°31′ пн. ш. 18°37′ сх. д. / 45.52° пн. ш. 18.62° сх. д.
Брієще (хорв. Briješće) — населений пункт у Хорватії, в Осієцько-Баранській жупанії у складі міста Осієк.

## Населення
Населення за даними перепису 2011 року становило 1318 осіб.
Динаміка чисельності населення поселення:

## Клімат
Середня річна температура становить 11,08 °C, середня максимальна – 25,67 °C, а середня мінімальна – -6,22 °C. Середня річна кількість опадів – 657 мм.
| Клімат поселення                              | Клімат поселення | Клімат поселення | Клімат поселення | Клімат поселення | Клімат поселення | Клімат поселення | Клімат поселення | Клімат поселення | Клімат поселення | Клімат поселення | Клімат поселення | Клімат поселення | Клімат поселення |
| Показник                                      | Січ.             | Лют.             | Бер.             | Квіт.            | Трав.            | Черв.            | Лип.             | Серп.            | Вер.             | Жовт.            | Лист.            | Груд.            |                  |
| Середній максимум, °C                         | 5,86             | 7,96             | 12,61            | 17,26            | 22,60            | 25,67            | 25,39            | 25,08            | 20,96            | 15,50            | 9,47             | 5,55             |                  |
| Середня температура, °C                       | −0,2             | 1,92             | 6,60             | 11,20            | 16,58            | 19,62            | 21,25            | 20,95            | 16,81            | 11,38            | 5,30             | 1,40             |                  |
| Середній мінімум, °C                          | −6,22            | −4,09            | 0,54             | 5,18             | 10,53            | 13,60            | 17,12            | 16,82            | 12,70            | 7,24             | 1,20             | −2,71            |                  |
| Норма опадів, мм                              | 43               | 37               | 41               | 51               | 60               | 81               | 64               | 62               | 51               | 56               | 61               | 50               |                  |
| Середньомісячна швидкість вітру, м/с          | 2.35             | 2.60             | 2.90             | 2.80             | 2.49             | 2.26             | 2.20             | 2.00             | 2.00             | 2.20             | 2.30             | 2.40             |                  |
| Середньомісячна сонячна радіація, кДж/м²·день | 4254             | 6929             | 10919            | 15521            | 19361            | 21590            | 22204            | 20335            | 14944            | 9398             | 4778             | 3517             |                  |
| --------------------------------------------- | ---------------- | ---------------- | ---------------- | ---------------- | ---------------- | ---------------- | ---------------- | ---------------- | ---------------- | ---------------- | ---------------- | ---------------- | ---------------- |
| Джерело:                                      |                  |                  |                  |                  |                  |                  |                  |                  |                  |                  |                  |                  |                  |